# Великий князь Фінляндський

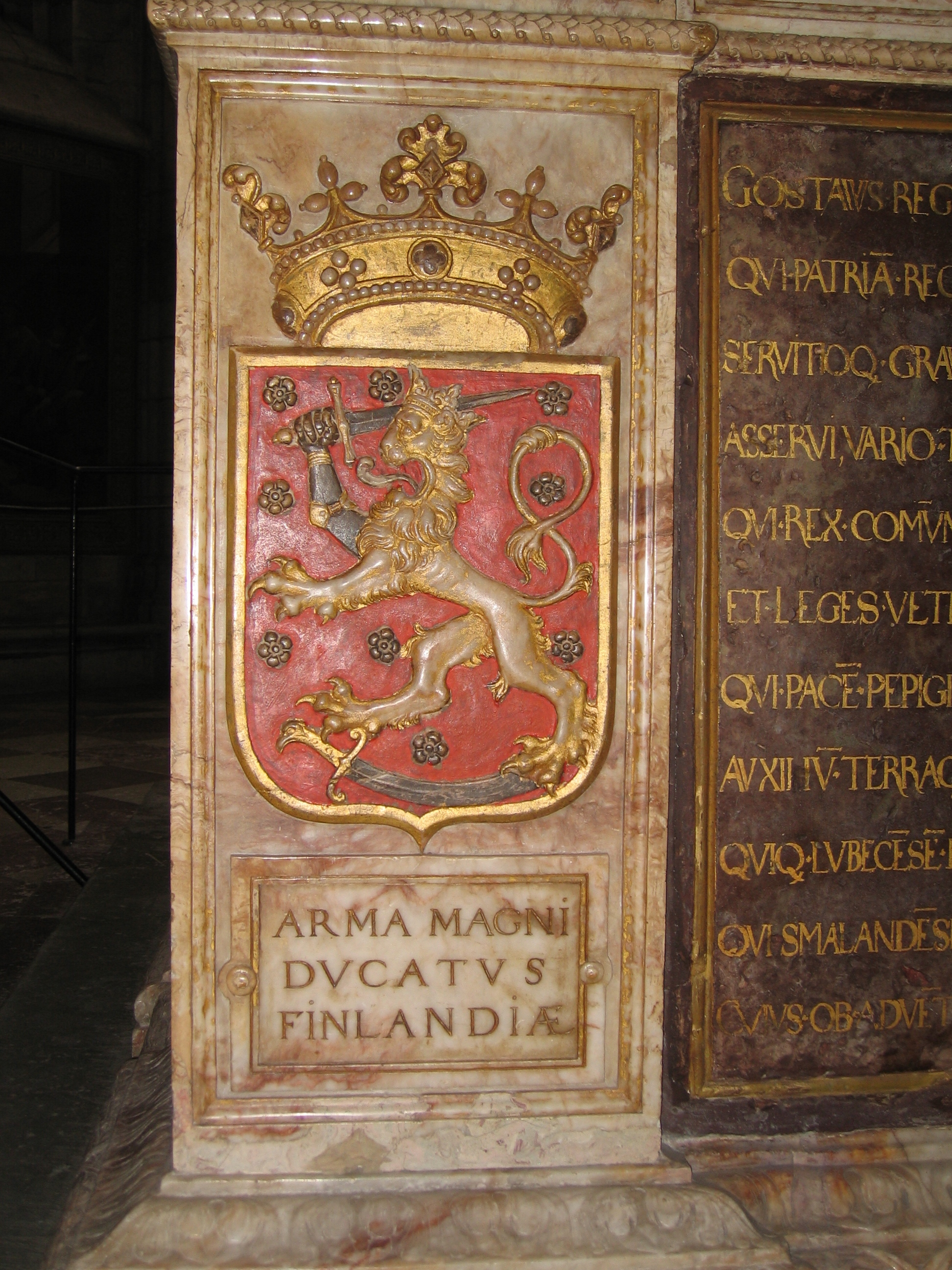
Герб Великого князівства Финляндьского на могилі короля Густава I, 1570

Великий князь Фінляндський або Великий князь Фінський — титул правителя Фінляндії, яким користувались більшість Шведських монархів з 1577 по 1809 рік. Після окупації Фінляндії військами Російської імперії, з 1809 по 1917 рік титул входив до титулатури російського імператора, який також вважався правителем Великого князівства Фінляндського.

## Історія
Близько 1577 року король Швеції Юхан III, який у 1556—1563 роках був князем (королівським герцогом) Фінським, додав до титулу короля Швеції свій титул Великого князя Фінляндського шведською: Storfurste, фінською: Suomen suuriruhtinas). Вперше титул згадується у 1577 році, набув поширення з 1581 року. В той час Юхан ІІІ протистояв загарбницьким діям Московського царя Івана IV Грозного, який додавав до свого титулу назви сусідніх Московії давньоруських князівств. Використання титулу Великого князя Юханом ІІІ мало засвідчити його землі, як суверена Швеції, що була багатонаціональною або багатоскладовою державою. До його титулу була додана не лише Фінляндія, але й Карелія, Інгерманландія та Лівонія, які знаходилися вздовж шведсько-московського кордону.

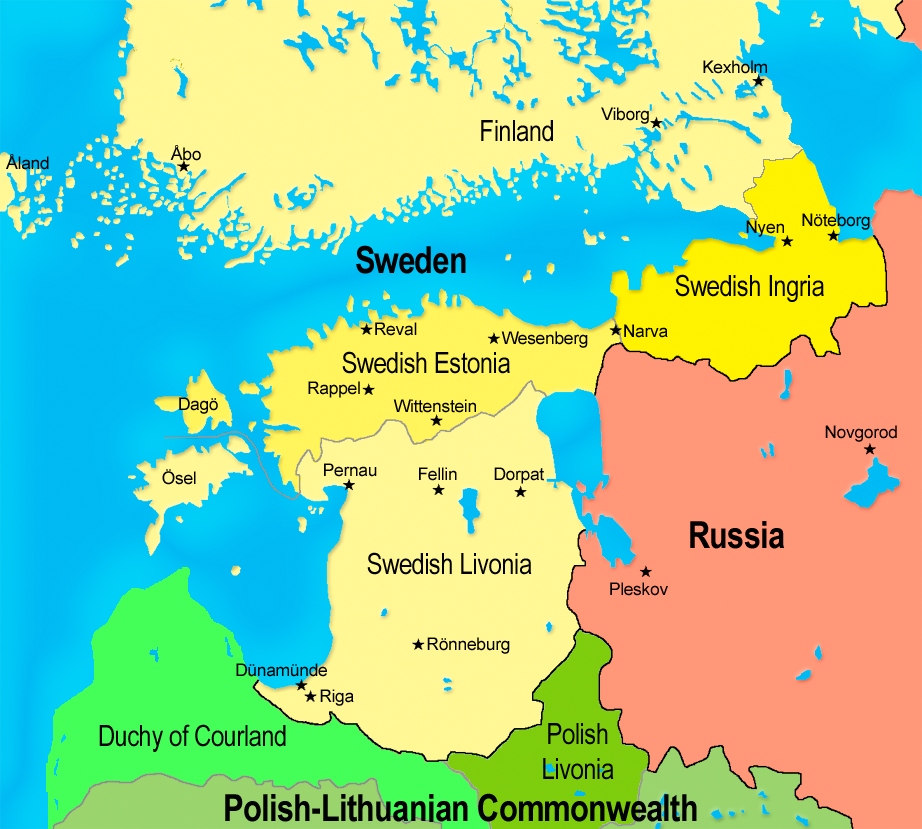
Мапа Балтійських держав, 1700-ті рр.

Протягом наступних 140 років титул Великий князь Фінський використовували наступники Юхана ІІІ на шведському престолі, за винятком Карла IX, який титулувався королем шведів, фінів та інших націй, над якими він був королем протягом 1607—1611 років. Титул використовувався переважно на офіційних заходах разом із довгим списком додаткових королівських титулів.
1802 року король Густав IV Адольф передав титул своєму новонародженому синові, принцу Карлу Густаву, який помер через три роки.
Під час Фінської війни між Швецією та Російською імперією, чотири рикстаги окупованої Фінляндії на Боргоському сеймі 29 березня 1809 року, змушені були присягнути на вірність імператору Олександру I, який ще раніше, від початку війни, присвоїв собі титул Великого князя Фінляндського. Після поразки Швеції у війні та підписання Фредріксгамнської угоди 17 вересня 1809 року Фінляндія юридично стала автономним Великим князівством у складі Російської імперії.
Титул Великий князь Фінляндський належав імператору, який правив Фінляндією через свого генерал-губернатора та призначений ним національний сенат.
6 грудня 1917 року Фінляндія проголосила незалежність. 9 жовтня 1918 року була спроба відновлення монархії — Королівства Фінляндії, але не увінчалась успіхом. З 1919 року Фінляндія була проголошена республікою.

## Великі князі Фінські
- Юган III — (1568—1592)
- Юган IV — (1590—1606), малолітній син Югана ІІІ, титулярний Великий князь Фінський
- Сигізмунд III Ваза — (1592—1599), король Речі Посполитої, титулярний король Швеції та Великий князь Фінський
- Карл IX Ваза — (1606—1611) титулярний король Фінляндії, (1611—1632) король Швеції, Великий князь Фінський
- Христина I Ваза — (1632—1654) королева Швеції, Велика княгиня Фінська

- Карло X Густав (1654—1660)
- Карло XI (1660—1697)
- Карло XII (1697—1718)
- Ульріка Елеонора (1718—1720)

- Фредерік I Гесенський (1720—1751)

- Адольф Фредерік (1751—1772)
- Густав III (1772—1792)
- Густав IV (1792—1809)
- Карло Густав (1802—1805), малолітній син Густава IV.

- Олександр I Романов (1809—1825)

- Михайло ІІ Романов (березень 1917)

- Фрідріх Карло (листопад-грудень 1918) король
- Карло Густав Маннергейм (12 грудня 1918 — 27 липня 1919) регент